# Дружины Святого Креста
Дружи́ны Свято́го Креста́ — добровольческие формирования в составе Русской армии во время Гражданской войны, созданные в Сибири для борьбы с большевиками во имя Православной веры.
Дружины оставили свой заметный след в истории Белого движения, они являлись последним сознательным и верным, хотя и совершенно не обученным, пополнением, влившимся в армию адмирала Колчака уже в момент начавшейся её катастрофы.
Историк В. Ж. Цветков пишет, что «крестоносцы» были призваны не только численно укрепить ряды поредевших воинских частей, но и вдохнуть в них порыв, волю к победе, стать примером жертвенности тыла фронту во имя общей победы.

## История организации добровольческих дружин

Стяг Дружин Святого Креста

Главным стимулом для добровольческого движения в Сибири был подъём религиозного чувства с лозунгом борьбы за веру.
Формирование дружин началось после принятия в разгар решающих боёв в Сибири командования Восточным фронтом генералом М. К. Дитерихсом в августе 1919 года. С 9 по 19 августа 1919 года во многих храмах города Омска были отслужены литургии и прозвучали проповеди с призывом встать на защиту христианской веры и записываться добровольцами в Дружины Святого Креста.
Организатором Дружин Святого Креста был генерал-лейтенант М. К. Дитерихс, провозгласивший «крестовый поход» против большевизма.
Во время смотра первой дружины Святого Креста, Главнокомандующий генерал Дитерихс, обращаясь к воинам, сказал:

«Вас горсточка. Но вы — фундамент, на котором будет строиться Россия».

Общее руководство формированием дружин было возложено на генерала В. В. Голицына и профессора Д. В. Болдырева. Последний все свои усилия посвятил добровольческому движению и его организации, и, будучи лично зачислен в армию, надел форму рядового.
Во время Праздника Крестоносцев, который походил 26 октября 1919 года в Омске, присутствовавший на нём Верховный Главнокомандующий А. В. Колчак во время своей речи отметил особенности возникновения добровольческого движения в Сибири, обратил внимание на историческое событие объединения враждовавших до этого христианства и ислама в борьбе против общего врага — атеизма большевиков. Адмирал вспомнил также эпоху крестовых походов, церковный собор в Клермонте, в ходе которого папой была сказана историческая фраза: «Так хочет Бог», проведя аналогию с крестоносным движением в Сибири в 1919 году

## Положение о Дружинах Святого Креста

Дружинники-«крестовики»

(Утверждено начальником Штаба Верховного Главнокомандующего)
1. Дружина Святого Креста есть воинская добровольческая часть, рота, батальон, борющаяся с большевиками, как с богоотступниками, за веру и родину. 

2. Каждый вступающий в дружину Святого Креста, кроме обычной присяги, даёт перед Крестом и Евангелием обет верности Христу и друг другу, и в знак служения делу Христову, налагает поверх платья восьмиконечный крест. 

Примечание. Крест носится только в строю. 

3. Подчиняясь обычной воинской дисциплине, дружина Святого Креста, кроме того, следует особым правилам, исключающим пьянство, нечестивость, сквернословие, распущенность, притеснение мирных жителей и так далее. 

4. Нарушающие обет и правила подвергаются, кроме обычных дисциплинарных взысканий, исключению из дружин Св. Креста, а в особо тяжких случаях и отлучению от церкви, как предатели дела Христова. 

5. Каждая дружина Св. Креста, будучи воинской частью, есть в то же время и религиозное братство, имеющее своего Небесного Покровителя, имя которого носит (например, дружина Св. Гермогена, Св. Александра Невского, Св. Сергия Радонежского и так далее) и свои особые правила или братский устав, а все дружинники образуют единое братство Св. Креста. 

6. Все дружинники именуются братьями. 

Примечание 1. При обращении солдат к офицерам допустимо слово «брат» присоединять к чину, например, «брат поручик», «брат капитан» и так далее. 

Примечание 2. Женщины, несущие службу при дружинах Св. Креста, именуются «сёстрами». 

7. При соблюдении всей строгости воинской дисциплины между командным составом и солдатами дружины Св. Креста устанавливается на время похода полное равенство в пище, в удобстве, средствах передвижения и так далее. 

8. В дружину Св. Креста могут поступать лица всех христианских исповеданий. 

Примечание. При дружинах Св. Креста могут существовать и нехристианские отряды (например, мусульмане), сражающиеся за веру в единого Бога, подчиняющиеся своим уставам. 

9. Дружины Св. Креста могут быть всех родов оружия, а равно могут быть соединяемы в более крупные части (дивизии, корпуса). 

10. В случае недостаточной численности для образования самостоятельной части (полка, дивизии и так далее), дружины Святого Креста входят в состав других действующих полков, предпочтительно добровольческих, в виде отдельных рот или отдельных батальонов, но никоим образом не распределяются между ротами полка. 

## Особенности добровольческих формирований
Добровольчество в Сибири возникло под лозунгом Святого Креста и Зелёного Знамени. В дружины могли вступать верующие христиане любой конфессии.
Вступающие в дружины носили нашивной крест на груди, показывая этим, что они борются не за класс, а за веру, христианство, против вероотступников.
В Дружины вступали как подлежащие мобилизации, так и не призываемые, а также женщины — для несения санитарной, хозяйственной и обозной службы.
Численность дружин составляла от нескольких десятков до нескольких сот добровольцев. А их общая численность достигла 6000 бойцов.
Дружины Святого Креста оправлялись на фронт без предварительной боевой подготовки в тылу, поэтому в большинстве случаев боевая ценность дружин была невелика. Каждая дружина целиком включалась в состав батальона или полка без дробления добровольцев между ротами.
В. Ж. Цветков, предполагает, учитывая, что дружины не проходили подготовку перед отправкой на фронт и вливались непременно целиком в боевые части, что белое командование рассматривало эти части как своего рода «добровольческое ополчение», аналогичное Ополчению 1812 года:
Бородатые мужики в белых рубахах, вооружённые пиками и топорами, не обученные строю, но сильные своею непоколебимою верою и здравым крестьянским умом, которые крепко держались друг за друга и шли в бой под Церковными хоругвями вместо боевых знамён, «с Крестом на шапке и Верою в сердце»

## Присяга воинов Дружины Святого Креста
Клятва, которую добровольцы произносили на Святом Кресте и Евангелии, становилась символом их самоотречения.
Я, брат дружины Святого Креста, обязуюсь и клянусь перед Святым Крестом и Евангелием быть верным Господу Христу, Святой Церкви и друг другу, быть трезвым, честным, совершенно не произносить бранных слов, не быть жестоким с врагом, к своим всей душой браторасположенным. Аминь.

## Дружины Зелёного Знамени
Добровольческие формирования генерала Дитерихса, кроме христианских дружин, имели в своём составе и мусульманские дружины Зелёного Знамени.
7 сентября 1919 года в мечетях Омска, Иркутска и Ново-Николаевска мусульманским духовенством был провозглашён Газават против большевиков.
Несмотря но то, что в мусульманской среде Новониколаевска и Томска были попытки связать добровольческое религиозное движение с узконациональными целями, эти попытки были преодолены самими мусульманами, в результате чего мусульмане этих городов приняли решение формировать отдельные мусульманские Дружины Зелёного Знамени.

## Сёстры-добровольцы
В Дружинах Святого Креста могли служить женщины в качестве сестёр милосердия, помощниц по хозяйственной части.
Первая отправка партии добровольцев в дружины в Омск в качестве санитарок и сиделок состоялась 12 октября 1919 года, перед отправкой в помещении управления Ново-Николаевского вербовочного отделения был отслужен молебен.
Как отмечалось в красноярской газете «Сельская жизнь» от 25 октября 1919 года, явление отправки женщин-добровольцев символизировало определённый сдвиг в отношении к событиям городской женщины, до этого момента относившейся безучастно к обязанностям гражданского долга.

## Боевые действия
Первая из дружин («Омская») успела пополнить войска непосредственно на линии фронта. После первых боёв, принятых крестоносцами в конце октября 1919 года, профессор Болдырев писал в омской газете «Русское дело»:
Вера — вот единственная твёрдость и фундамент России. Мы видели эту твёрдость месяц тому назад на параде новых крестоносцев. Мы видели её в суровых лицах, теперь мы видим её на деле. Крестовая Дружина уже получила первое боевое крещение. Много Божьих воинов полегло костьми. Но Божье воинство твёрдо выдержало натиск превосходных сил, разбившихся о горсточку крепких духом людей. Измена впервые изведала твёрдость веры.

Остальные крестоносные дружины присоединялись к отступавшей армии в городах своего формирования по ходу смещения линии фронта на восток. Ко времени окончания Великого Сибирского Ледяного похода все дружины растворились без остатка в боевых частях, в которые они были влиты.
Командир 3-го Барнаульского стрелкового полка полковник Камбалин писал, что, когда во время выступления его полка из Барнаула в Сибирский Ледяной поход, 3-й батальон его полка, собранный полностью из новобранцев, был распущен как ненадёжный, его заменили местной дружиной «крестовиков», проделавшей впоследствии весь поход с полком.

### Отряд полковника Енборисова
Во время оставления Омска полковник Оренбургского Казачьего Войска Г. В. Енборисов выехал на санях только со своей семьёй и с членами своего Вербовочного отделения. В Ново-Николаевске к полковнику присоединились практически все находившиеся в городе Крестоносцы, составив отряд в 100 бойцов. По ходу движения отряда в Забайкалье к нему постепенно присоединялись отдельные люди и целые части, в итоге в Забайкалье отряд пришёл уже достаточно крупной, сплочённой и дисциплинированной частью, ядро которого составляли Крестоносцы.
В начале апреля 1920 года этот отряд был переформирован в «Добровольческий Егерский отряд при штабе 3-го Отдельного Стрелкового корпуса». В него входили 2 стрелковые роты, пулемётная команда, Отдельная Конвойная сотня.
Два башкирских конных дивизиона «Зелёного знамени» ушли вместе с Оренбургской армией атамана Дутова из Кокчетава в Семиречье.

## Песня Крестоносцев
Крестоносцы 

Кровавые призраки бродят, 

И шепчут молитву уста…

На ратное дело уходят

Дружины Святого Креста.

Их ждёт сиротливая Волга,

Их ждёт золотая Москва…

Народ бесновался так долго,

И труд заменили слова!

Наследье отцов погибает,

Повсюду позор и развал…

Средь огненных гроз нарастает

Девятый решительный вал!

За родину, семьи и Бога,

Под знаменем чистым Креста

Идут они сумрачно строго…

И шепчут молитву уста.

И веришь, что ужасы ада

Прогонит крестовый поход -

Исчезнет звериная правда,

И солнце России взойдёт!

Вл. Менестрель Сельская жизнь Красноярск. № 54. 11 октября 1919 г. 

Рыцарям полумесяца 

Сражённому на поле брани

Дарит блаженство тайный рок,

Так говорит в святом Коране

Рождённый вечностью пророк.

Для Вас победы песнь пропета,

Для Вас алеет торжество,

На бой с врагами Магомета

Во имя светлое его!

Пусть с вышины жемчужных лестниц

В сапфирно-ясной синеве

Тень золотого полумесяца

Цветёт на вашем рукаве!

Иг. Славнин (Наша газета. 1919. 1 ноября. № 71. С. 3)